# Saja-Nansa
La Comarca de Saja-Nansa és una comarca de Cantàbria (Espanya). Per aquesta comarca transcorren els rius Saja i Nansa. S'estén des de la comarca del Besaya fins al límit amb Astúries i des de La Marina fins a les muntanyes de Peña Sagra i la Serralada Cantàbrica. Té un caràcter eminentment rural. La comarca està formada principalment pel vall del Saja i el vall del Nansa. El primer es divideix entre el vall de Cabuérniga i el vall de Cabezón. Tot i que ja existeix una llei de comarcalització de Cantàbria, aquesta encara no ha estat desenvolupada per tant la comarca no té entitat real.

## Municipis de la comarca

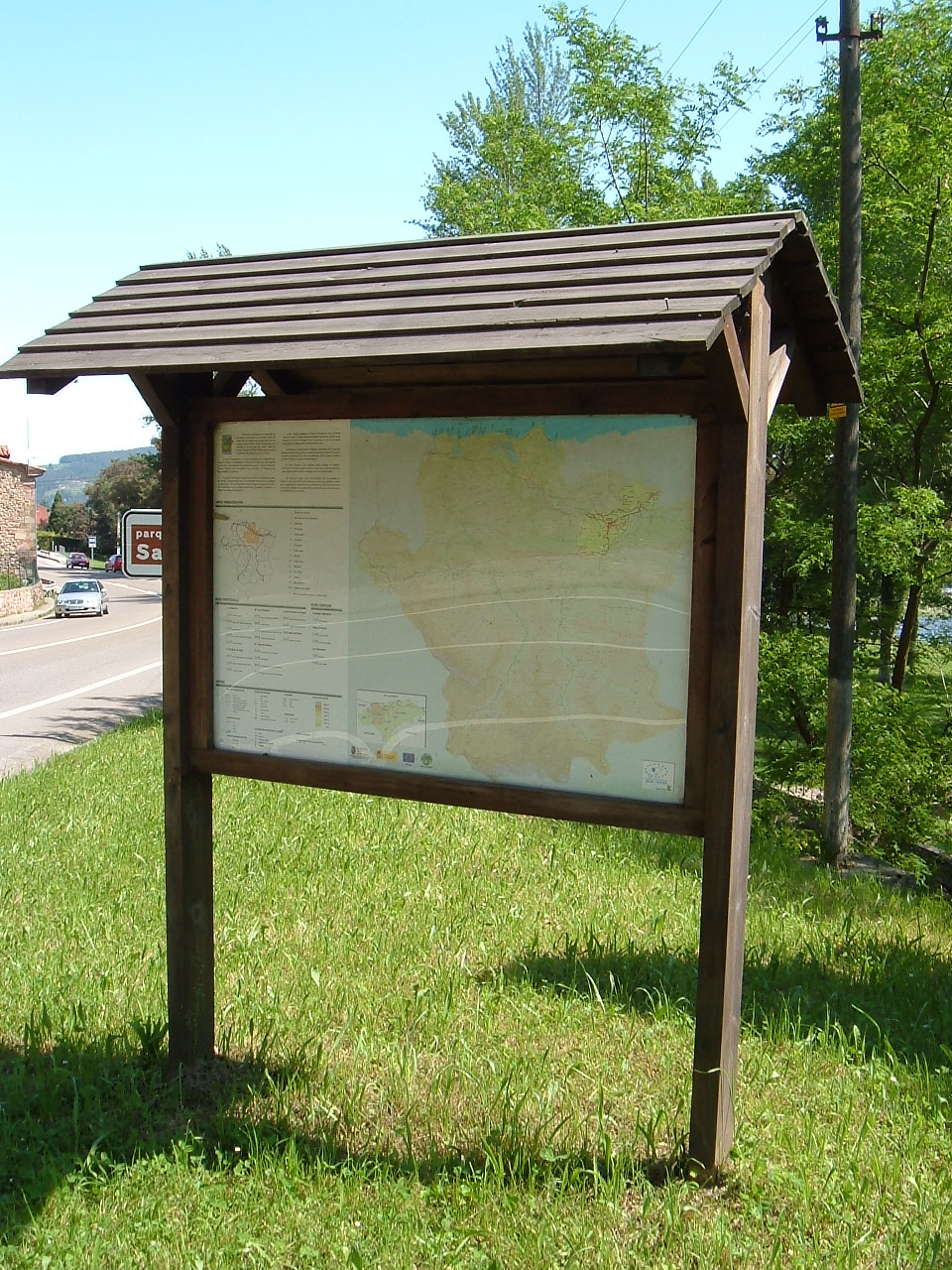
Cartell de la comarca Saja-Nansa a l'entrada del municipi de Cabezón de la Sal.

- Cabezón de la Sal
- Cabuérniga
- Campoo-Cabuérniga (mancomunitat)
- Herrerías
- Lamasón
- Mazcuerras
- Peñarrubia
- Polaciones
- Reocín
- Rionansa
- Ruente
- Los Tojos
- Tudanca

## Geografia

### Vall del Saja

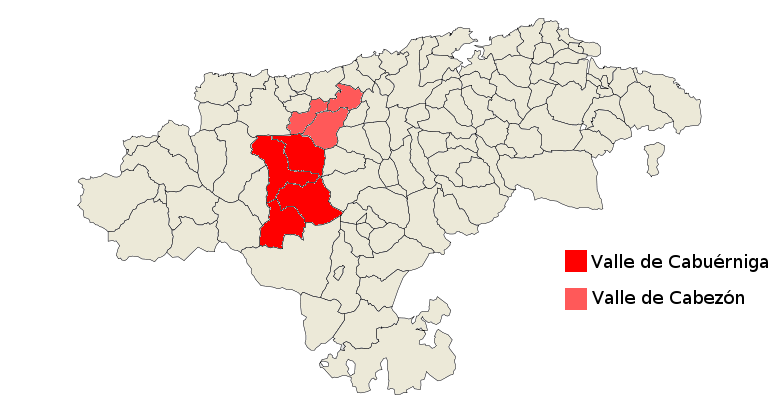
Situació de la vall del Saja a Cantàbria.

La vall del riu Saja, està format per dues comarques naturals.
- El curs mig alt, ho ocupen els termes municipals de Los Tojos, Cabuérniga i Ruente, així com la Mancomunitat Campoo-Cabuérniga, al com se li denomina genèricament Vall de Cabuérniga, seguint la direcció Sud a Nord, amb alguna Vall lateral d'orientació Aquest a Oest, en els afluents dels rius Argoza, que passa pel poble de Bárcena Mayor (Conjunt Històric-Artístic), el riu Viaña, riu Lamiña i també inclouríem aquí la conca del Riu Bayones que baixa de les forestes d'Ucieda.
- Des de la Falç de Santa Lucía fins a San Pedro de Rudagüera se l'anomena vall de Cabezón, amb els termes municipals de Cabezón de la Sal, Mazcuerras, i Reocín, poc més baix de Rudagüera i ja an Torrelavega, se li uneix el riu Besaya (a l'altura de la localitat de Ganzo), que per la Ria de San Martín, prop de Suances, desemboca al Mar Cantàbric.

### Vall del Nansa

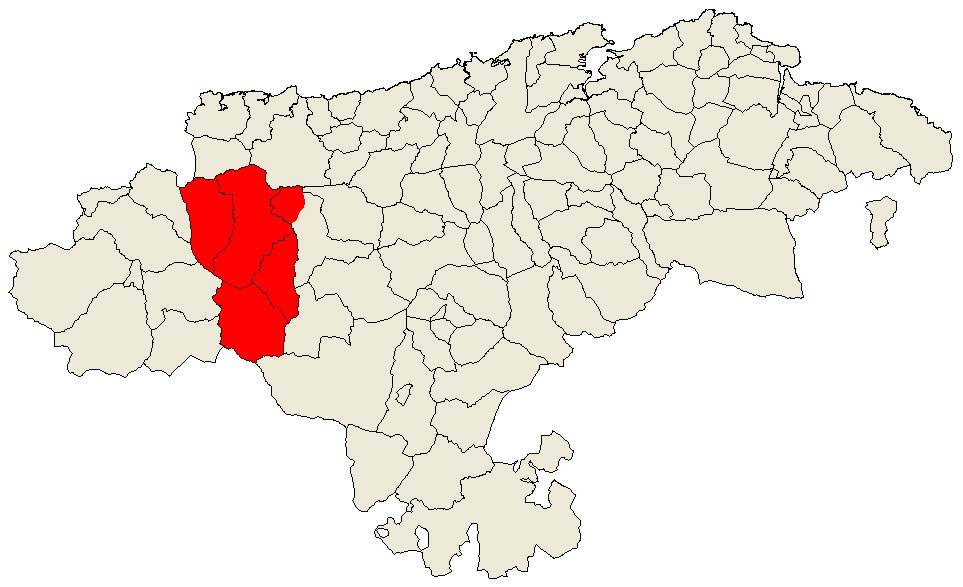
Situació de la vall del Nansa a Cantàbria.

La vall està situat entre les valls de Liébana i Saja. Està limitada per la Serra de l'Escut en el nord i la Serra de Peña Labra pel sud. En la vall del Nansa circula el riu del seu mateix nom que pel seu caràcter torrencial i erosivo, especialment en la seva capçalera, forma vessants de pendents acusats. La comarca presenta una gran qualitat paisatgística, vingut per les seves característiques topogràfiques d'alts cims, amplis boscos autòctons, sobretot de roure (Quercus robur) i fagedes, i escassa densitat de població dedicada en la seva majoria a la ramaderia (sector primari). Els municipis localitzats en la vall del Nansa són els següents: Lamasón, Rionansa, Tudanca, Polaciones i una part del municipi de Cabuérniga corresponent a la localitat de Carmona.

## Actualitat
A pesar que la llei de comarcalització de Cantàbria encara no ha estat desenvolupada, existeixen una sèrie de mecanismes de cooperació entre els diferents ajuntaments de la zona com poden ser les variades mancomunitats: "Municipis del Nansa", "Ajuntaments Reserva del Saja", "Valls de San Vicente" i "Valls del Saja i Corona". Si bé, la mancomunitat que millor representa aquesta possible comarca és la Mancomunitat "Saja-Nansa" dintre de la qual trobem els següents municipis: Cabezón de la Sal, Cabuérniga, Herrerías, Lamasón, Mazcuerras, Peñarrubia, Polaciones, Rionansa, Ruente, San Vicente de la Barquera, Los Tojos, Tudanca, Udías, Val de San Vicente i Valdáliga.
D'entre aquests municipis, San Vicente de la Barquera, Udías, Val de San Vicente i Valdáliga, no pertanyen pròpiament dit a la comarca de Saja-Nansa, ja que estan enclavats en la comarca de la Costa Occidental de Cantàbria. La població total de la comarca arriba a la xifra de 23.334 habitants, segons dades del INE de l'any 2006 (veure taula).
Segons les dades del mateix any, els seus tres nuclis més poblats, de major a menor, són: Cabezón de la Sal (8.032), Reocín (7.702) i Mazcuerras (2.018). I els seus tres nuclis menys poblats, de menor a major, són: Tudanca (201), Polaciones (251) i Lamasón (326).

## Destacat
| - Reserva Nacional de Cacera del Saja - Parc natural del Saja-Besaya - Parc Natural d'Oyambre | - Vall de Cabuérniga - Mancomunitat Campoo-Cabuérniga - Serra de l'Escudo de Cabuérniga | - Enfilada de La Hermida - Cova d'El Soplao - Cova de los Marranos | - Cova del Porquerizo - Cova de Chufín - Cova de Micolón |  |

## Galeria d'imatges

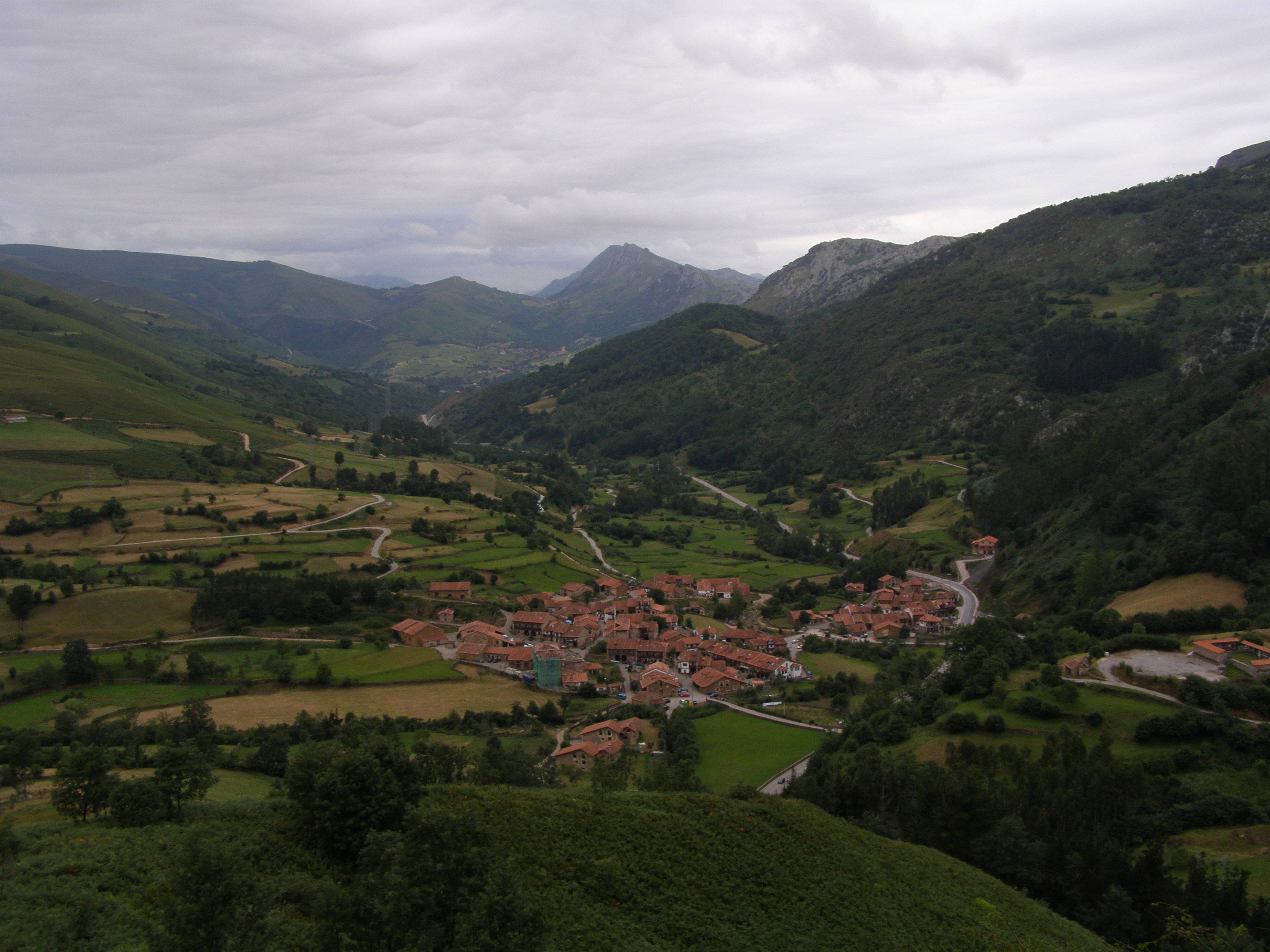
Carmona (Cabuérniga) des del Mirador de la Vueltuca.
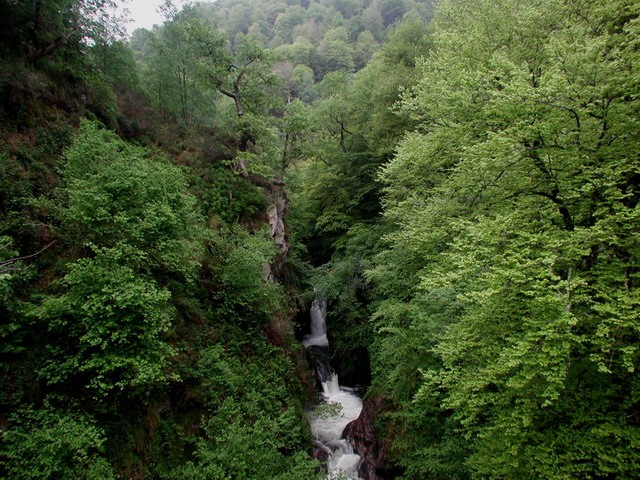
Pozo del Amo, cascada del riu Saja.
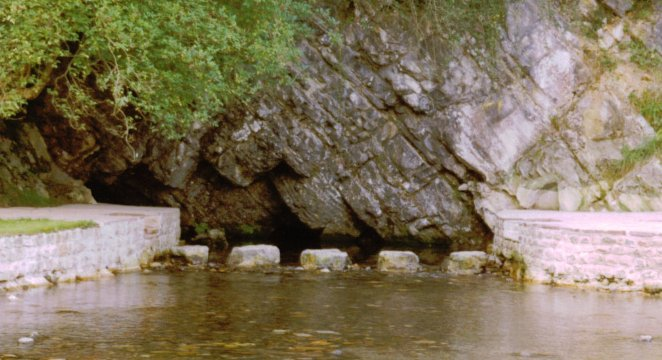
Naixement de la Fuentona a Ruente.
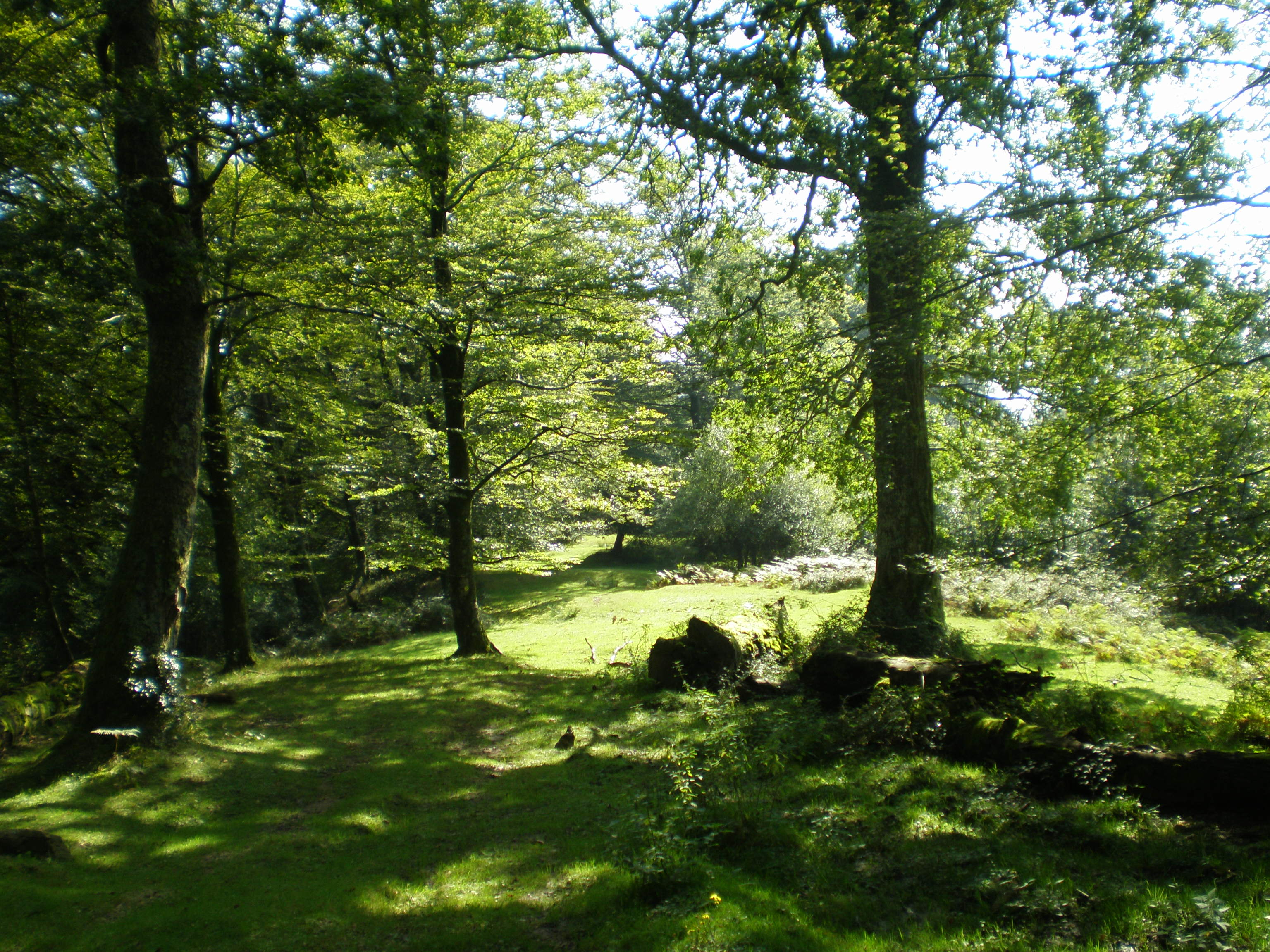
Faigs i cajigas al Monte Ucieda, a Ruente.